# Jarše, Zagorje ob Savi
Jarše so naselje v Občini Zagorje ob Savi.